# Liz Tigelaar
Rachel Elizabeth Tigelaar (Dallas, 4 ottobre 1975) è una sceneggiatrice, produttrice televisiva e scrittrice statunitense.
Dopo aver ricevuto acclamo per il suo lavoro per la serie Life Unexpected, nel 2020 è stata showrunner, produttrice esecutiva e sceneggiatrice della miniserie televisiva Tanti piccoli fuochi.

## Filmografia

### Sceneggiatrice
- Dawson's Creek – serie TV (2000)
- Totally Spies! - Che magnifiche spie! (Totally Spies!) – serie TV (2001-2002)
- American Dreams – serie TV (2003-2005)
- Split Decision – film TV (2006)
- A proposito di Brian (What About Brian) – serie TV (2006-2007)
- Side Order of Life – serie TV (2007)
- Dirty Sexy Money – serie TV (2007)
- Brothers & Sisters - Segreti di famiglia (Brothers & Sisters) – serie TV (2007-2009)
- Melrose Place – serie TV (2009)
- Life Unexpected – serie TV (2010-2011)
- C'era una volta – serie TV (2011-2012)
- Nashville – serie TV (2012-2013)
- Revenge – serie TV (2013)
- Bates Motel – serie TV (2014)
- The Astronaut Wives Club – serie TV (2015)
- Casual – serie TV (2015-2017)
- Tanti piccoli fuochi – miniserie TV (2020)
- Le piccole cose della vita (Tiny Beautiful Things) – miniserie TV, puntata 1 (2023)

### Produttrice
- A proposito di Brian (What About Brian) – serie TV (2006-2007)
- Brothers & Sisters - Segreti di famiglia (Brothers & Sisters) – serie TV (2007-2009)
- Life Unexpected – serie TV (2010-2011)
- C'era una volta (Once Upon a Time) – serie TV (2011-2012)
- Revenge – serie TV (2011-2012)
- Nashville – serie TV (2012-2013)
- Bates Motel – serie TV (2014)
- The Astronaut Wives Club – serie TV (2015)
- The Morning Show – serie TV (2019)
- Tanti piccoli fuochi (Little Fires Everywhere) – miniserie TV (2020)
- Le piccole cose della vita (Tiny Beautiful Things) – miniserie TV, 8 puntate (2023)
- Under the Bridge – miniserie TV (2024)